# Gerda Winklbauer
Gerda Winklbauer (* 20. November 1955 in Stockerau) war Ende der 1970er und Anfang der 1980er Jahre eine der erfolgreichsten Judoka der Welt. Sie trägt den 6. Dan.

## Biografie
Gerda Winklbauer startete so wie ihre drei Schwestern für den JGV Schuh Ski. 1978 gewann sie ihren ersten von fünf Europameistertiteln. 1980 gewann sie in New York City bei den erstmals für Frauen ausgetragenen Weltmeisterschaften den Titel. Weitere Europameistertitel gewann sie in den Jahren 1980, 1981 und 1983. Bei den Heim-Weltmeisterschaften in Wien belegte sie den dritten Rang. 1983 wurde sie zur Österreichischen Sportlerin des Jahres gewählt.
Ihre Spezialtechnik war die Shime-waza.
Nach ihrer sportlichen Karriere arbeitete sie bis zur Pensionierung als Ärztin in Stockerau.

## Erfolge
- 1. Rang Weltmeisterschaften 1980 New York bis 56 kg
- 1. Rang Europameisterschaften 1978 Köln bis 56 kg
- 1. Rang Europameisterschaften 1979 Kerkrade bis 56 kg
- 1. Rang Europameisterschaften 1980 Udine bis 56 kg
- 1. Rang Europameisterschaften 1981 Madrid bis 56 kg
- 1. Rang Europameisterschaften 1983 Genua bis 56 kg
- 3. Rang Weltmeisterschaften 1984 Wien bis 56 kg
- 2. Rang Europameisterschaften 1976 Wien bis 56 kg
- 2. Rang Europameisterschaften 1984 Pirmasens bis 56 kg
- 2. Rang Europameisterschaften 1985 Landskrona bis 56 kg
- 3. Rang Europameisterschaften 1975 München bis 56 kg
- mehrfache Österreichische Meisterin[4]

## Auszeichnungen
- 1983: Österreichische Sportlerin des Jahres[5]
- 2018: Ehrenmitglied des Judo Landesverbands Wien[2]